# جيم ويلكس (لاعب كرة قدم أمريكية)
جيم ويلكس (بالإنجليزية: Jim Wilks)‏ هو لاعب كرة قدم أمريكية أمريكي، ولد في 12 مارس 1958 في لوس أنجلوس في الولايات المتحدة.

## وصلات خارجية
- جيم ويلكس على موقع مرجع كرة القدم المحترفة.كوم (الإنجليزية)